# Matsumoto bon bon
Matsumoto bon bon (松本ぼんぼん) est un festival (matsuri) de la ville de Matsumoto (préfecture de Nagano). Il a lieu le premier samedi du mois d’août de 17 h à 22 h et consiste en danse de bon-odori.
Ce festival se tient dans la rue principale de la ville. On peut utiliser le train Shinano depuis Nagoya ou le train Azusa depuis Shinjuku. Il y a aussi un aéroport dans la ville de Matsumoto.
Plus de 25 000 personnes participent au festival,. Les participants, sans distinction d’âge, dansent dans la rue principale. Ils font des équipes avec des amis ou des collègues. Il y a une musique spéciale, Matsumoto BonBon. Il existe aussi une chanson avec des paroles particulières.
Les gens peuvent mettre leurs costumes favoris : des équipes portent des costumes japonais, d’autres équipes portent des t-shirts qu’elles ont dessinés.